# Kanton Avesnes-sur-Helpe-Nord
Kanton Avesnes-sur-Helpe-Nord (francouzsky Canton d'Avesnes-sur-Helpe-Nord) je francouzský kanton v departementu Nord v regionu Nord-Pas-de-Calais. Tvoří ho 14 obcí.

## Obce kantonu
- Avesnes-sur-Helpe (severní část)
- Bas-Lieu
- Beugnies
- Dompière-sur-Helpe
- Dourlers
- Felleries
- Flaumont-Waudrechies
- Floursies
- Ramousies
- Saint-Aubin
- Saint-Hilaire-sur-Helpe
- Sémeries
- Semousies
- Taisnières-en-Thiérache